# Веслако (Тексас)
Веслако (енгл. Weslaco) град је у америчкој савезној држави Тексас. По попису становништва из 2010. у њему је живело 35.670 становника.

## Демографија
Према попису становништва из 2010. у граду је живело 35.670 становника, што је 8.735 (32,4%) становника више него 2000. године.
| Група             | 2000.          | 2010.          |
| Белци             | 3.961 (14,7%)  | 4.750 (13,3%)  |
| Афроамериканци    | 72 (0,3%)      | 195 (0,5%)     |
| Азијати           | 308 (1,1%)     | 419 (1,2%)     |
| Хиспаноамериканци | 22.560 (83,8%) | 30.312 (85,0%) |
| Укупно            | 26.935         | 35.670         |